# Plesso nervoso
I plessi nervosi sono formati dai rami anteriori (ventrali) dei nervi spinali che si anastomizzano tra di loro. Si distinguono in direzione craniocaudale:
- il plesso cervicale
- il plesso brachiale
- il plesso lombare
- il plesso sacrale
- il plesso pudendo
- il plesso coccigeo

Facenti parte del sistema nervoso enterico, all'interno del tratto gastrointestinale sono presenti due plessi nervosi: il plesso mioenterico (o plesso di Auerbach) che controlla l'attività motoria gastrointestinale e il plesso sottomucoso (o plesso di Meissner) che regola soprattutto l'attività secretoria del tubo digerente.